# Grupo Aeromóvil de Fuerzas Especiales

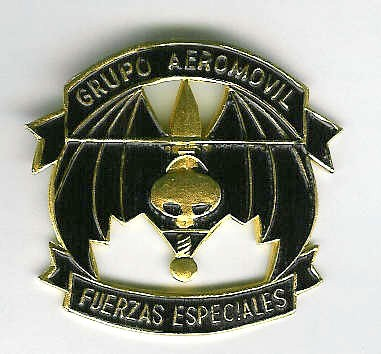
Insigne des GAFES.

Les Grupos Aeromóviles de Fuerzas Especiales (GAFES, Groupe aéromobile de forces spéciales) sont une unité d'élite de l'armée mexicaine, créée en 1995 pour réprimer l'insurrection de l'Armée zapatiste de libération nationale (EZLN).[réf. nécessaire]
Équivalents des Bérets verts américains, ils sont composés de onze bataillons. Depuis 2004, l'unité a été rebaptisée, prenant le nom de Forces spéciales, suivie de leur appartenance (de la police militaire, de la garde présidentielle, de la Brigada de Fusileros Paracaidistas, etc.).

## Histoire
Les prédécesseurs des GAFES ont été créés à l'occasion de la Coupe du monde de football de 1986 afin d'assurer la sécurité des jeux[réf. nécessaire], sous le nom de FERIAM (Fuerzas Especiales de Reacción Inmediata del Alto Mando, Forces spéciales de réaction immédiate du Haut commandement). Ils reçurent alors un entraînement du GIGN français. Par la suite, les GAFES ont été entraînés dans différents centres spécialisés de contre-insurrection, y compris à l'École des Amériques, à Fort Bragg et à Fort Briggs.
Les GAFES ont ensuite été officiellement créés en 1995 pour être déployés au Chiapas pour combattre l'Armée zapatiste de libération nationale (EZLN) .
Des instructeurs du GAFES ont ensuite formé l'élément de base de l'École militaire des Forces spéciales, créée en 1998 par le général Enrique Cervantes Aguirre, en même temps que les Grupos Anfibios de Fuerzas Especiales (Groupes amphibies des Forces spéciales), et rebaptisé en 2002 Centre d'entraînement des Forces spéciales, lequel est situé sur les flancs du volcan Iztaccíhuatl.
Outre la contre-insurrection (désert, jungle, haute montagne, combat urbain), les GAFES sont entraînés pour devenir des snipers ou utiliser des explosifs, et sont spécialisés dans la protection rapprochée. Ils sont aussi utilisés dans la lutte contre le trafic de stupéfiants, ayant participé à l'interpellation de parrains tels que Benjamín Arellano Félix (en), du cartel de Tijuana, ou Osiel Cárdenas Guillén, du cartel du Golfe. Ce dernier avait réussi à débaucher une quarantaine d'ex-membres des GAFES pour former un escadron paramilitaire, Los Zetas, qui travaillait pour le cartel. Les GAFES ont en effet souffert de désertions en masse, 1 383 hommes ayant quitté les forces spéciales de 2000 à 2005, dont une partie a rejoint par la suite les cartels, dont Heriberto Lazcano, fondateur des Zetas.
À la suite de ces événements, le secrétaire à la Défense nationale, Gerardo Clemente Ricardo Vega García (es), a réorganisé les GAFES, en unifiant le commandement tout en décentralisant les unités afin que chacune dépende d'un commandant direct. En 2005, chacune des 45 zones militaires du Mexique comportait une unité des GAFES.